# Dsmitryj Lukaschenka

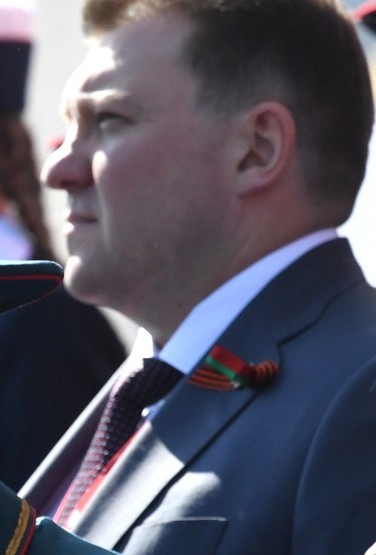
Dsmitryj Lukaschenka

Dsmitryj Aljaksandrawitsch Lukaschenka (belarussisch Дзмітрый Аляксандравіч Лукашэнка, russisch Дмитрий Александрович Лукашенко Dmitri Alexandrowitsch Lukaschenko; * 23. März 1980 in Mahiljou, Weißrussische Sozialistische Sowjetrepublik) ist ein belarussischer Unternehmer und der zweite Sohn des Präsidenten Aljaksandr Lukaschenka.

## Leben
Dsmitryj Lukaschenka wurde im Jahr 1980 in Mahiljou als zweiter Sohn von Aljaksandr Lukaschenka und seiner Frau Halina Lukaschenka geboren. Er hat einen Bruder namens Wiktar Lukaschenka und einen Halbbruder, Mikalaj Lukaschenka. Er absolvierte die Fakultät für internationale Beziehungen der Belarussischen Staatlichen Universität. Später diente er im Grenzschutzdienst. Er ist der Leiter des Sportclub des Präsidenten.
Dmitri Lukaschenka ist Honorarkonsul Äthiopiens in Belarus.
Dsmitryj Lukaschenka ist mit Hanna verheiratet. Nach Angaben des Belarussischen Ermittlungszentrums verdiente Hanna in den Jahren 2018 und 2020 etwa hunderttausend Dollar im Handelshaus BelAZ, und die Eigentümer seiner Partnerunternehmen sind Personen aus dem Umfeld von Dsmitryj und Hanna Lukaschenka. Hanna Lukaschenka schreibt auch Lieder unter dem Pseudonym Anna Sieluk.

## Sanktionen
Nach der Welle des politischen Widerstandes nach den Präsidentschaftswahlen 2010 in Belarus wurde Lukaschenka 2011 auf eine Sanktionsliste von 208 Personen, die für politische Repressionen, Wahlbetrug und Propaganda verantwortlich sind, gesetzt und mit einem EU-Reiseverbot und einem Einfrieren von Vermögenswerten belegt. Der EU-Rat beschreibt Lukaschenka als Geschäftsmann mit aktiver Beteiligung an Finanzoperationen, an denen die Familie Lukaschenka beteiligt ist. Die Sanktionen wurden 2016 aufgehoben.
Am 21. Juni 2021 wurde er als Aljaksandr Lukaschenkas Sohn und Geschäftsmann, der Vorsitzender des staatlich-öffentlichen Vereins „Sportclub des Präsidenten“ ist, erneut auf die „schwarze Liste der EU“ gesetzt. Der Rat der Europäischen Union bemerkte, dass Dsmitryj Lukaschenka über diese Einrichtung Geschäfte machte und eine Reihe von Unternehmen kontrollierte. Er wohnte der heimlichen Amtseinführung Aljaksandr Lukaschenkas im September 2020 bei, sodass Dsmitryj Lukaschenka somit vom Lukaschenko-Regime profitiert und es unterstützt. Die Schweiz ist den Sanktionen am 7. Juli beigetreten.
Dsmitryj Lukaschenka und „Sportclub des Präsidenten“ sind auch auf der Liste der Specially Designated Nationals and Blocked Persons der USA und der Sanktionsliste von Kanada seit 2. Dezember 2021. Im Jahr 2022 wurde Dsmitryj Lukaschenko von Japan auf die schwarze Liste gesetzt.